# Кармайкл, Стокли
Сто́кли Стэ́ндифорд Че́рчилль Ка́рмайкл (англ. Stokely Standiford Churchill Carmichael, позднее — Ква́ме Ту́ре (англ. Kwame Ture); 29 июня 1941, Порт-оф-Спейн, Тринидад и Тобаго — 15 ноября 1998, Конакри, Гвинея) — американский общественный деятель тринидадского происхождения, участник движения за гражданские права в США и международного Панафриканского движения.

## Биография
Родился в Порт-оф-Спейне, Тринидад и Тобаго (на тот момент британское владение); воспитывался дедушкой и бабушкой, ибо родители через некоторое время после его рождения эмигрировали в США. В возрасте одиннадцати лет переехал к родителям в Нью-Йорк.
С 1961 года Кармайкл, учившийся в Университете Говарда, принимал участие в проходивших в Нью-Йорке демонстрациях против расовой сегрегации в южных штатах. С 1966 по конец 1967 года был председателем Студенческого координационного комитета ненасильственных действий и выступал в этом качестве на Латиноамериканской конференции солидарности (OLAS) в Гаване, которая принесла ему широкую известность в мире. Вдохновляясь примером Малкольма Икс, разработал философию «Black Power», которую популяризовал в своих провокационных речах и более нейтральных сочинениях. В своей одноименной работе «Black Power» (1967) Кармайкл выдвинул и сформулировал концепцию так называемого институционального расизма.
После убийства Мартина Лютера Кинга в 1968 году Кармайкл посчитал, что концепция ненасильственного сопротивления расизму показала свою несостоятельность, и стал призывать чернокожих к началу партизанской войны. В 1968 году он стал членом партии Чёрных пантер, заняв должность её «почётного премьера», но вскоре покинул эту организацию, поскольку под «силой чернокожих» понимал объединение всех американских чернокожих независимо от их классовой принадлежности. 
Оказавшись одной из главных мишеней программы ФБР COINTELPRO, был вынужден эмигрировать из США. Вместе с джазовой певицей Мириам Макеба, на которой женился в 1968 году, Кармайкл эмигрировал в Гвинею, где принял имя Кваме Туре — в честь основателя независимой Ганы Кваме Нкрумы и Секу Туре — первого лидера независимой Гвинеи. До конца жизни продолжал бороться за революционно-социалистический панафриканизм и был членом Панафриканской общеафриканской народной революционной партии, основанной Нкрумой.